# UTC+3:30

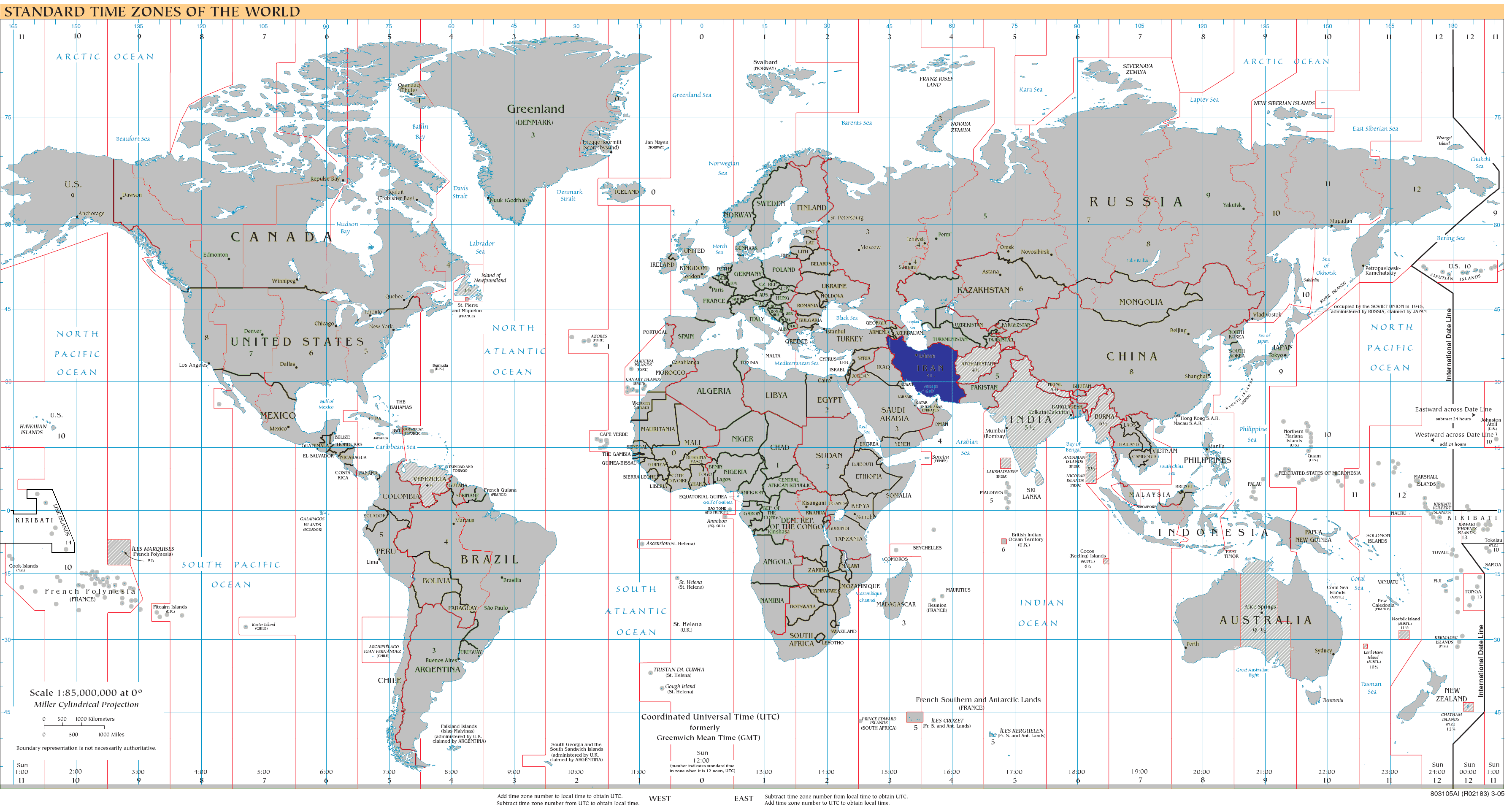
UTC+3:30: 青-12月前後に適用、橙-6月前後に適用、黄-通年適用、水色-海域

UTC+3:30とは、協定世界時を3時間30分進ませた標準時である。
イランで採用されている。

## 該当地域

### 標準時（北半球冬）
- イラン